# Thea (Ahaia)
Thea  este un sat în Grecia în Prefectura Ahaia.